# Epione hespera
Epione hespera là một loài bướm đêm trong họ Geometridae.